# Chronik des Priesters von Duklja
Die Chronik des Priesters von Duklja (lat. Presbyter Diocleas) ist eine mittelalterliche Geschichte der Südslawen in Dalmatien. Verfasst wurde sie von einem unbekannten Priester aus Dioclea (presbyter Diocleas), wahrscheinlich in der letzten Zeit des byzantinischen Kaisers Manuel (1160–1180).

## Inhalt
Das Werk hat keinen Titel und keinen Schluss, und es enthält keine Jahreszahlen. Es endet abrupt mit Ereignissen um 1149. Im Text nennt der Autor das Werk "Königreich der Slawen" (Sclavorum Regnum) und will es aus dem Slawischen ins Lateinische übersetzt haben. Den Inhalt bildet eine sechshundertjährige Genealogie, die mit dem Gotenkönig Totila beginnt und mit den Fürsten von Diokletien (Zeta) zur Zeit des byzantinischen Kaisers Manuel endet. Offenbar wurde das Buch zur Verherrlichung dieser Kleinfürsten in der Umgebung von Antivari erfunden. Das Latein ist armselig. Wladimir Moschin datierte das Werk auf 1149, als zwischen den Bistümern Dubrovnik und Bar ein Konkurrenzkampf tobte. Das Buch sollte wahrscheinlich den lateinischen Leser zu Gusten Bars beeinflussen.
Das Buch hat drei Teile. Der erste Teil betrifft überwiegend Kroatien und identifiziert die angeblich heidnischen Goten mit den Südslawen. Der Teil beruht auf einer Vorlage namens "libellus Gothorum", welche damals viel gelesen wurde. Der zweite Teil ist ein Auszug aus der Legende des Hl. Vladimir, dieser Teil hat einen größeren historischen Wert und zeichnet sich durch ein besseres Latein aus. Der dritte Teil enthält eine aus Sagen und Liedern zusammengestellte Geschichte der Fürsten Diokletiens im 10.–12. Jh.

## Geschichte
Der Text ist in nur in lateinischer Sprache erhalten, daneben gibt es eine kroatische Übersetzung aus dem 14. Jh. (?), die sich beträchtlich von der lateinischen unterscheidet und deren Sprache aus dem 15.–16. Jh. stammt, etwa der Turzismus harač, der in serbischen Urkunden nicht vor dem 15. Jh. vorkommt, oder die jüngere Schreibweise von puk und napuni für die älteren plk und naplni. Dem lateinischen Text wurden drei Herrscher hinzugefügt: Radoslav, sein angeblicher Sohn Koloman sowie dessen Sohn Zvonimir. "Slawisch" wurde in "kroatisch" geändert. Die lateinische Redaktion schildert die Geschichte Süddalmatiens (heute Montenegro und Nordalbanien), die kroatische dagegen jene Norddalmatiens (heute Kroatien).
Die einzige Handschrift der lateinischen Redaktion hat Johannes Lucius in De Regno Dalmatiae et Croatiae libri sex (1666) herausgegeben. 1601 erschien eine italienische Übersetzung in Mavro Orbinis Regno de gli Slavi. Der Text beruht auf einer älteren Version als jene von Lucius. Auch diese Ausgabe wurde um Stellen erweitert, die im lateinischen Text fehlen.
Die kroatische Redaktion ist aus einer Abschrift aus 1546 bekannt und wurde erst 1851 von Ivan Kukuljević-Sakcinski herausgegeben. Eine lateinische Paraphrase durch Marko Marulić gab Lucius in seinem erwähnten Werk heraus.

## Kritik
Das Buch wurde in der Historiographie des 19. Jh. als Geschichtsquelle überwiegend negativ beurteilt, mit Ausnahme seiner geographischen Angaben und seiner Bedeutung als frühes Literaturwerk der Südslawen. In jüngerer Zeit kam die Meinung hinzu, dass die Legenden vielleicht doch einen wahren historischen Kern enthalten.
Laut Jireček habe der Verfasser keinen Überblick über die verflossene Zeit. Seine Angaben seien chronologisch ungenau und er neige dazu, die Zahl der Generationen und Regierungen zu vermehren. Aus anderen (venezianischen, päpstlichen, byzantinischen) Quellen bekannte Herrscher fehlen, dafür treten massenhaft Namen auf, die sich urkundlich nicht beglaubigen lassen. Kreuzfahrer, Narentaner und vor allem Venezianer werden mit keinem Wort erwähnt. Der Text hat eine römisch-katholische Tendenz, ohne feindselig gegenüber den Ostkirchen zu sein.